# Antoine Étienne de Tousard

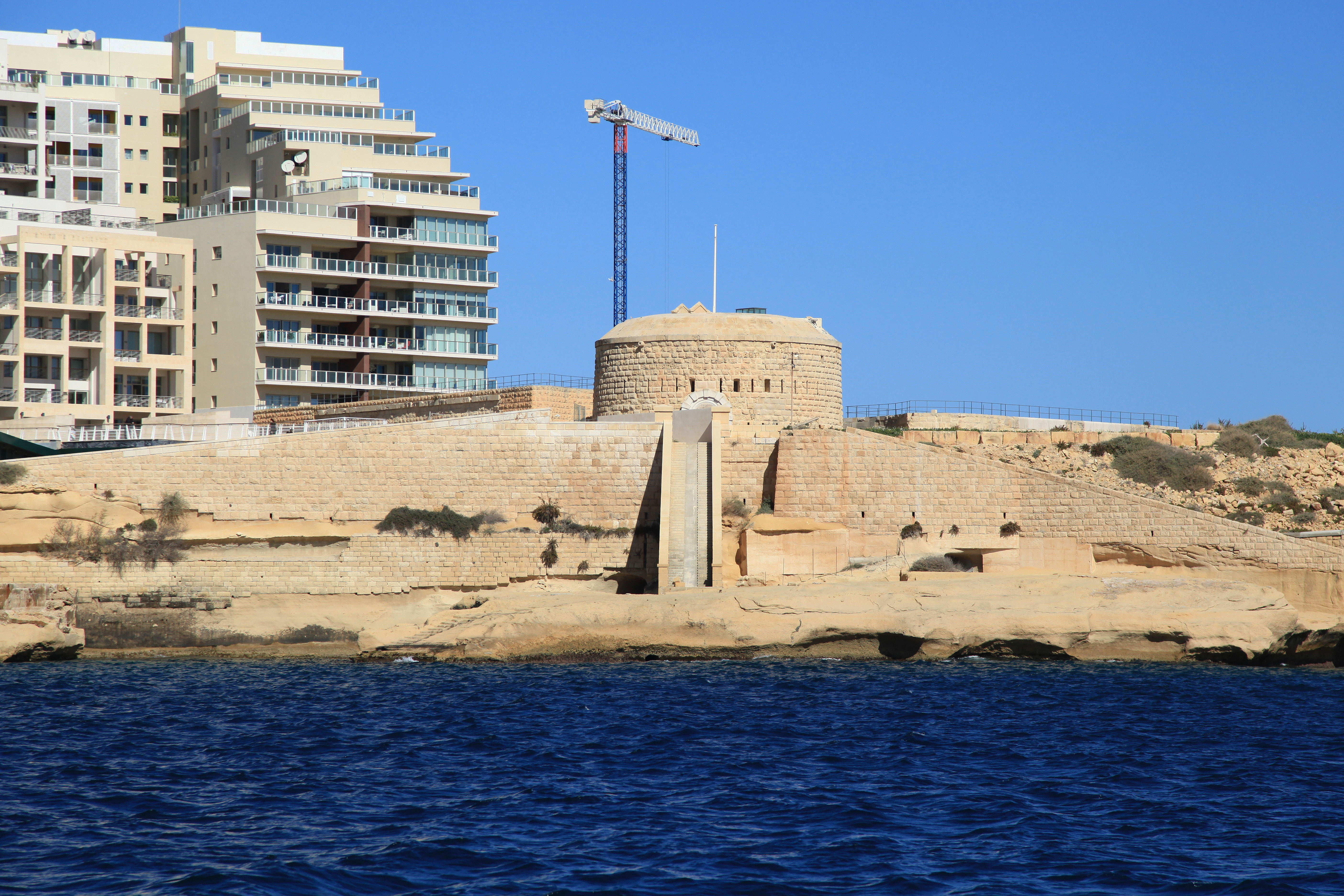
Fort Tigné w Sliemie na Malcie, który został zaprojektowany przez Tousarda.

Antoine Étienne de Tousard (ur. 9 grudnia 1752, zm. 15 września 1813) – francuski generał i inżynier wojskowy podczas francuskich wojen rewolucyjnych i napoleońskich. Był także ostatnim inżynierem wojskowym Zakonu Maltańskiego. Był bratem Louisa de Tousard.

## Życiorys
Tousard kształcił się w Królewskiej Szkole Inżynierskiej w Mézières, którą ukończył w 1770 w randze Lejtnanta. W 1784 awansował na kapitana. W 1792 został wysłany na Maltę, która była wówczas rządzona przez Zakonu Świętego Jana. Podczas swojego pobytu na Malcie dokonał kilku przeróbek w forcie Ricasoli, przebudował wieżę i baterię św. Luciana w forcie Rohan i zaprojektował fort Tigné. Wielki mistrz Emmanuel de Rohan-Polduc awansował Tousarda z servant-at-arms na Knight of Grace, a później na Knight of Justice.
Po francuskiej okupacji Malty w 1798 Tousard wyjechał z Napoleonem na kampanię egipską. Po zdobyciu Aleksandrii został mianowany zastępcą dyrektora fortyfikacji. 2 sierpnia 1798  podczas bitwy nad zatoką Abukir został ranny.
W 1799 brał udział w wyprawie do Syrii i był odpowiedzialny za różne prace w Gazie i Arisz. W dniu 5 lutego 1801 został mianowany przez generała Menou szefem brygady. Rangę tę potwierdzono we Francji 7 lutego 1802. 11 grudnia tego samego roku został dyrektorem fortyfikacji.
W 1803 wstąpił do Armée d'Angleterre podczas planowanej inwazji na Anglię. 11 grudnia 1803 został kawalerem, a 14 czerwca 1804 oficerem Legii Honorowej. W latach 1803–1805 pracował jako inżynier w Brugii, Ostendzie i Ambleteuse.
30 sierpnia 1805 Tousard został przydzielony do 3. korpusu Wielkiej Armii jako dowódca inżynierii, zaś 7 października 1805 został na krótko wzięty do niewoli w Neuburgu. W latach 1806 i 1807 brał udział w kampaniach w Prusach i Polsce, m.in. w bitwach pod Jeną, Eylau, Heilsbergiem i Frydlandem.
Awansował do stopnia generała brygady 5 lipca 1807, w latach 1808–1809 kontynuował dowodzenie inżynierią 3 korpusu stacjonującego w Księstwie Warszawskim. 16 września 1808 został baronem Cesarstwa. 3 czerwca 1809 podczas naprawy mostu w Linzu Tousard został ciężko ranny.
3 sierpnia 1810 został członkiem komisji fortyfikacji i odpowiadał za objazd inspekcyjny fortyfikacji w 32 okręgu wojskowym. W styczniu 1813 podjął podróż inspekcyjną fortyfikacji w 31 i 32 okręgu wojskowym, podczas której zawitał do Meklemburgii, Magdeburga, Erfurtu i Moguncji.
6 sierpnia 1813 mianowany komendantem arsenału w Hamburgu, tam też zmarł 15 września 1813.